# Пипс, Сэмюэл
Сэ́мюэл Пипс, Пепис (англ. Samuel Pepys, 23 февраля 1633, Лондон — 26 мая 1703, Клэпхем, к югу от Лондона) — английский чиновник морского ведомства, автор знаменитого дневника о повседневной жизни лондонцев периода Стюартовской Реставрации.

## Карьера
Сын лондонского портного, закончил столичную школу Святого Павла, а затем колледж Магдалины в Кембридже. В 1655 году женился на пятнадцатилетней Элизабет Сен-Мишель, дочери обнищавшего французского беженца-гугенота (в 1669 году она умерла). Семья начинала жизнь в бедности. Пипс поступил на службу в дом своего дальнего родственника, влиятельного военного и политика сэра Эдварда Монтегю (впоследствии 1-го графа Сэндвича), которому во многом обязан последующей карьерой. В 1660 году, в самом начале правления Карла II Пипс был назначен клерком-делопроизводителем Королевского флота, с 1665 года он — главный инспектор флотского Комитета снабжения, с 1672 года — секретарь Адмиралтейства. С 1665 года — член Королевского научного общества (в 1684—1686 годах — его президент).
Пипс впервые был избран в английский Парламент в 1673 году, в 1679 году переизбран, но по обвинению в соучастии в заговоре, точнее — по наговору врагов и завистников, уволен и на несколько месяцев заключён в лондонский Тауэр. В 1683 году послан с миссией в Танжер, с 1684 года — секретарь короля по военно-морским делам, активно содействовал созданию современного флота при Карле, а с 1685 года — при Якове II Стюарте. В 1685—1689 годах снова член британского Парламента. В 1689 году, после отстранения от власти и бегства из страны короля Якова и восшествия на престол Вильгельма Оранского, Пипс проиграл на парламентских выборах, был вынужден уйти с высокого поста. По подозрению в якобитских симпатиях подвергся кратковременному заключению в 1689 и 1690 годах. Отошёл от публичной жизни, а в 1700 году покинул Лондон, удалившись в своё имение, где через несколько лет и умер.

## Дружеские связи и главная книга

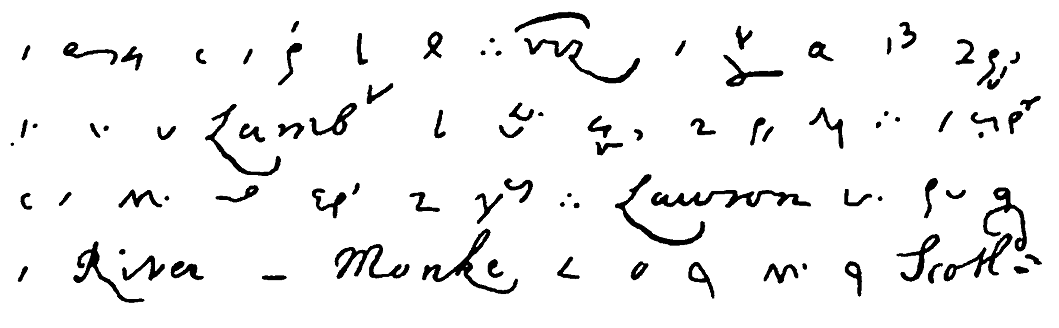
Стенография дневника Сэмюэля Пипса

Сэмюэл Пипс дружил с Исааком Ньютоном и Робертом Бойлем, Джоном Драйденом и Кристофером Реном. Он музицировал, занимался живописью, сочинял стихи. Однако его главной книгой стал «Дневник», который он вёл в 1660—1669 годах и в котором с присущей ему добросовестностью воссоздал как всеобщие катастрофы (Великую лондонскую чуму 1665 и знаменитый Великий лондонский пожар 1666), сражения между народами (Вторая англо-голландская война 1665—1667), политические коллизии и придворные дрязги, так и подробности собственного быта, стола, любовных связей и прочего. Пипс перестал вести записи из-за проблем со зрением, а диктовать их постороннему лицу не хотел. Его дневник был записан по стенографической системе Томаса Шелтона, затруднявшей чтение посторонними лицами, и хранился нетронутым в библиотеке колледжа Магдалины до начала XIX века, когда был расшифрован текстологом Джоном Смитом. Впервые издан в 1825 году.

## Признание
«Дневник» неоднократно переиздавался как в полном, так и сокращённом виде («Большой» и «малый Пипс»), переводился на многие языки. Он стал незаменимым историческим источником и занимательным материалом для чтения на досуге, которое так любил сам его автор, бывший, среди прочего, крупным библиофилом (его библиотека также отошла колледжу Магдалины). Увлекательность пипсовского дневника высоко оценил Роберт Льюис Стивенсон. 

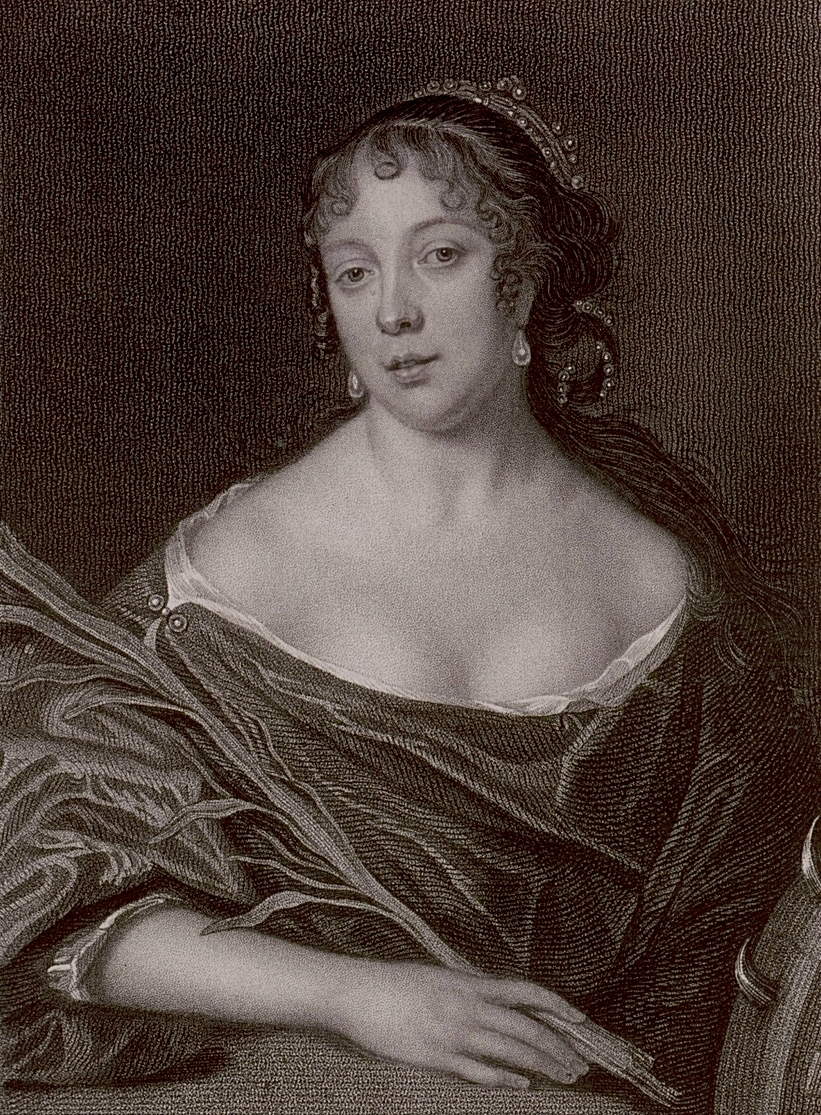
Элизабет Пипс

Личная жизнь Пипса, его отношения с женой и приключения на стороне, которые в живых подробностях также отражены в «Дневнике», стали в XX в. материалом для нескольких романов, написанных как с точки зрения главы семьи, так и с позиций его молодой супруги. В 2003 году по британскому телевидению был показан многосерийный фильм «Частная жизнь Сэмюэла Пипса», в заглавной роли — англичанин Стив Куган, в роли его жены — французская актриса Лу Дуайон.
Именем Пипса названа в 1923 году улица в лондонском Сити.
Существует Задача Пипса — задача по теории вероятностей, которую обсуждали Сэмюэл Пипс и Исаак Ньютон.

## Новейшие издания
- The diary of Samuel Pepys. 11 vols. / Robert Latham, William Matthews, eds. Berkeley: University of California Press, 1970—1983
- The illustrated Pepys: extracts from the diary/ Robert Latham, ed. London : Bell & Hyman, 1978

### Публикации на русском языке
- Домой, ужинать и в постель. Из дневника / Вступ. ст., сост. и перевод А. Ливерганта. — М.: Текст, 2001; 2010.
- Из дневников. // Отечество карикатуры и пародии. — М.: НЛО, 2009. — С. 8-144.